# Fellipe Bertoldo
Fellipe Bertoldo dos Santos (* 5. Januar 1991 in São Paulo) ist ein ehemaliger brasilianisch-osttimoresischer Fußballspieler.

## Karriere
Bertoldo begann seine Karriere bei Palmeiras und spielte unter anderem auch bei CA Guaçuano, Botafogo FC (SP) und AA Internacional (Bebedouro). 2015 wechselte er nach Asien. Hier unterschrieb er einen Vertrag beim japanischen Ōita Trinita. 2016 wechselte er zum iranischen Erstligisten Esteghlal Khuzestan FC. Mit dem Verein wurde er 2015/16 iranischer Meister. Im Sommer 2016 wechselte er zum indonesischen PS Mitra Kukar. Dezember 2016 wechselte er zum omanischen Al-Suwaiq Club. Januar 2017 kehrte er nach Indonesien zurück. Hier unterschrieb er einen Vertrag bei Arema Malang.

## Erfolge
Esteghlal Khuzestan FC
- Iranischer Meister: 2015/16